# Tréma
A tréma a diakritikus jelek egyike. A magánhangzó fölött, egymás mellett elhelyezkedő két pont, amely általában annak önálló értékű ejtését jelzi olyan helyzetekben, amikor egy mellette álló másik magánhangzóval együtt eltérő hangot alkotnának, illetve kettőshangzó tagjaként félhangzóként viselkedne. Például a latin aër ’levegő’ és poëta ’költő’ szavakban azt jelzi, hogy kiejtésük [ˈaːeːr] és [poˈeːta], nem pedig *[ɛːr] és *[ˈpeːta]; vagy a francia Noël szóban azt jelenti, hogy ejtése [noɛl], nem pedig *[nœl].
A spanyolban az u-ra teszik a güe, güi csoportokban, azt jelezvén, hogy az u kiejtett magánhangzó, pontosabban félhangzó (pl. lingüística [linˈgwistika] ’nyelvészet’), szemben a gue, gui írásmóddal, ahol az u-t nem ejtik (pl. guerra [ˈgɛrːa] ’háború’)
Jelenthet ezen kívül egyszerűen eltérő ejtést is, a különböző ékezetekhez hasonlóan, például a németben (ahol umlautnak, azaz ’hangváltozás’-nak nevezik), a finnben stb. az ä, vagy a magyarban az ö, ü; azonban ezekben az esetekben ajánlatosabb inkább ékezetnek hívni, főleg, ha az ilyen betűk külön szerepelnek az ábécében.
Speciális válfaja az úgynevezett heavy metal umlaut, amelyet rock- és heavy metal zenekarok használnak az együttes nevében; ez azonban csupán dekorációs célokat szolgál, valódi hangjelölő szerepe nincs.